# Мустафа, Масуд
Масуд Мустафа Джокар (перс. مسعود مصطفی جوکار‎; 21 сентября 1977, Мелайер, Хамадан, Иран) — иранский борец вольного стиля, призёр Олимпийских игр. Старший брат Мейсама Мустафы.

## Биография
Родился в Мелайере. В 2001 году занял 2-е место на Кубке мира. В 2004 году завоевал серебряную медаль Олимпийских игр в Афинах. В 2008 году принял участие в Олимпийских играх в Пекине, но там стал лишь 18-м.